# Trece principios de fe
Los principios de la fe judía son una serie de afirmaciones que se presentan como el apoyo fundamental inherente a la aceptación y la práctica del judaísmo. Si bien quedaron más o menos fijadas en la edición mitjana, los jueces teólogos han estado discutiendo estas cuestiones desde la Antigüedad y continúan haciéndolo hoy en día. A lo largo del tiempo su formulación ha variado tanto en lo que hace al nombre como al contenido: el rabí Josep Albó, por ejemplo, en el Sefer ha-Ikkarim, enuncia tres principios (creencia en la existencia de Dios, en la Revelación y en la Justicia divina), mientras que su maestro Hasdai Cresques preconizaba seis. Maimónides, en el XII, en su comentario de la Mishná (Tratato del Sanedrín, capítulo 10) formuló trece, los trece principios fonamentales que son los más generalmente aceptados y que se encuentran compilados en diversas fuentes talmúdicas.
De otra parte, la necesidad de creer en todos los principales ha sido cuestionada en un momento u otro a lo largo de la historia. Esto se debe al hecho de que el judaísmo no se centra en conceptos cosmológicos abstractos; aunque los jueces han profundizado mucho en los problemas de la naturaleza de Dios, del hogar, del universo, de la vida y de la muerte, no hay una creencia vinculante sobre estos temas, dejando un espacio importante para las opiniones personales sobre estos temas. El judaísmo se centra más en las relaciones: la relación entre Dios y la raza humana, entre Dios y el pobre juez y entre los seres humanos. Las escrituras sagradas hebreas explican la historia del desarrollo de estas relaciones a partir de la Creación, pasando por la relación entre Dios y Abraham, Dios y el pobre juez, etc. Estos escritos también especifican las obligaciones recíprocas que generan estas relaciones, aunque diversos corrientes dentro del judaísmo tienen opiniones diferentes sobre la naturaleza de estas obligaciones. Algunos dicen que son leyes de Dios, absolutas e inmutables: los ortodoxos; otros dicen que estas leyes divinas pueden cambiar y evolucionar a lo largo del tiempo: los conservadores o masortí; otros todavía piensan que se trata de simples directrices que se pueden seguir o no, como en el judaísmo liberal o el judaísmo reconstruccionista. Ninguna comunidad judía ha desarrollado ni fijado lo que equivaldría a un "catecismo", pero a pesar de todo, aunque estas formulaciones presenten un fondo ideológico común

Los Trece principios de la fe son una serie de afirmaciones que sumarizan las creencias esenciales del judaísmo, formulados por Maimónides en su comentario a la Mishná (Tratado Sanedrín, capítulo 10) y compilados de varias fuentes talmúdicas. Hoy en día son considerados un resumen de las creencias esenciales del judaísmo. Estos principios son:
1. La existencia de Dios "Dios siempre ha existido" desde la eternidad, donde no transcurre el tiempo
2. La unicidad de Dios
3. La espiritualidad de Dios y su incorporeidad
4. La eternidad de Dios
5. Sólo Dios debe ser el objeto de culto "Esto para aquellos que guardan los mandamientos dados por Dios a los judíos en el Monte Sinaí"
6. Revelación a través de los profetas de Dios "Palabra inspirada por Dios a través de hombres que obedecían a Dios a través de la fe"
7. La preeminencia de Moisés entre los profetas
8. La ley de Dios fue dada en el Monte Sinaí
9. La inmutabilidad de la Torá como la Ley de Dios "La Ley es perfecta, que convierte el alma" Salmos 19.8
10. El conocimiento previo de Dios de las acciones humanas
11. La recompensa de las buenas acciones y el castigo del mal "Justo Juicio por parte de Dios" a los vivos y a los muertos
12. Creer con fe completa (Emuná Shelemá) en la venida del Mesías. "Creo con fe perfecta en la venida del Mesías;  y aunque se demore, espero todos los días su venida."
13. La resurrección de los muertos.

Estos principios fueron muy controvertidos en su primera propuesta, que provocaron las críticas por los rabinos Hasdai Crescas y Yosef Albo, y fueron ignoradas por una buena parte de la comunidad judía en los siglos siguientes. Sin embargo, estos principios se convirtieron en normativos con el pasar de los años; hoy en día, el judaísmo ortodoxo sostiene que estas creencias son de carácter mandatorio.

## Inclusión en la liturgia
Dos poemas litúrgicos han sido escritos basados en estos principios (Ani Ma'amin y Yigdal) y se encuentran canonizados en el Sidur.

## Uso en el lenguaje coloquial
La explicación más plausible sobre el origen de la expresión "mantenerse en sus trece", "seguir" o "estar en sus trece", que en idioma español se aplica a la persona que se aferra tercamente a sus opiniones, a pesar de que se le intente demostrar que está equivocada, hace referencia a los juicios a que fueron sometidos los judeoconversos por parte de la Inquisición. Dado que la fe judía se sustenta en trece principios fundamentales a los que muchos judíos no estaban dispuestos a abjurar, la expresión se aplicaría a los judíos que iban a ser condenados por su contumacia en "mantenerse en sus trece (principios)". La persistencia de los judíos medievales en mantenerse en su fe, resumida en esos trece principios, no obstante las persecuciones a que fueron sometidos, habría originado la frase. Así, dado que "seguir en sus trece" sería sinónimo de no renuncia al judaísmo, quien "está en sus trece" denota firmeza en sus creencias o en sus acciones.